# بيلي ميلر (لاعب كرة قدم بريطاني)
بيلي ميلر (بالإنجليزية: Billy Millar)‏ (25 أكتوبر 1906 - ) هو لاعب كرة قدم بريطاني في مركز الهجوم. لعب مع نادي ليفربول ونادي بارو.

## وصلات خارجية
- بيلي ميلر على موقع قاعدة بيانات كرة القدم.إي يو (الإنجليزية)